# 东部快速路 (黄埔-南沙)
东部快速路是中国广东省广州市一条在建的南北向快速路，起于番禺区石楼镇南大干线（利丰大道），途经沙湾水道进入南沙区东涌镇，止于南沙区黄阁镇狮子洋通道。规划全长约20.2公里，按上层双向六车道高架桥主道，下层双向四至六车道地面辅道设计，主道设计行车速度80公里每小时，辅道40公里每小时，共设立交4处。
2023年7月11日，东部快速路正式开工南沙段。